# The Mind's I
The Mind's I è il terzo album registrato dal gruppo melodic death metal svedese Dark Tranquillity, pubblicato nel 1997.
È l'ultimo per la Osmose ed il primo album in cui la band smise di utilizzare l'old english nei testi.
Una edizione speciale "Deluxe" è stata pubblicata nel 2004 con un differente booklet e 5 bonus track.

## Tracce
1. Dreamlore Degenerate – 2:44 (testo: Stanne – musica: Henriksson, Sundin)
2. Zodijackyl Light – 3:59 (testo: Stanne – musica: Sundin, Johansson)
3. Hedon – 5:37 (testo: Sundin – musica: Henriksson, Sundin)
4. Scythe, Rage and Roses – 2:33 (testo: Stanne – musica: Henriksson)
5. Constant – 3:02 (testo: Stanne – musica: Sundin, Johansson)
6. Dissolution Factor Red – 2:07 (testo: Sundin, Stanne – musica: Johansson, Sundin)
7. Insanity's Crescendo – 6:52 (testo: Stanne – musica: Henriksson, Johansson, Sundin)
8. Still Moving Sinews – 4:42 (testo: Sundin, Stanne – musica: Sundin, Johansson)
9. Atom Heart 243.5 – 4:00 (testo: Sundin – musica: Sundin, Johansson, Henriksson)
10. Tidal Tantrum – 2:57 (testo: Stanne – musica: Johansson)
11. Tongues – 4:53 (testo: Sundin – musica: Henriksson, Johansson, Sundin)
12. The Mind's Eye – 3:11 (testo: (Instrumental) – musica: Palm, Johansson)

### Tracce bonus dell'edizione deluxe
1. Razorfever – 3:16 (testo: Stanne – musica: Sundin & Jivarp)
2. Shadowlit Façade – 3:25 (testo: Stanne – musica: Johansson)

### Formazione
- Mikael Stanne - voce
- Niklas Sundin - chitarra
- Frederik Johansson - chitarra
- Martin Henriksson - basso
- Anders Jivarp - batteria
- Fredrik Nordström – tastiere
- Sara Svensson – voce addizionale
- Michael Nicklasson – voce su Zodijackyl Light
- Anders Fridén – voce su Hedon